# Hrabstwo Cook (Illinois)

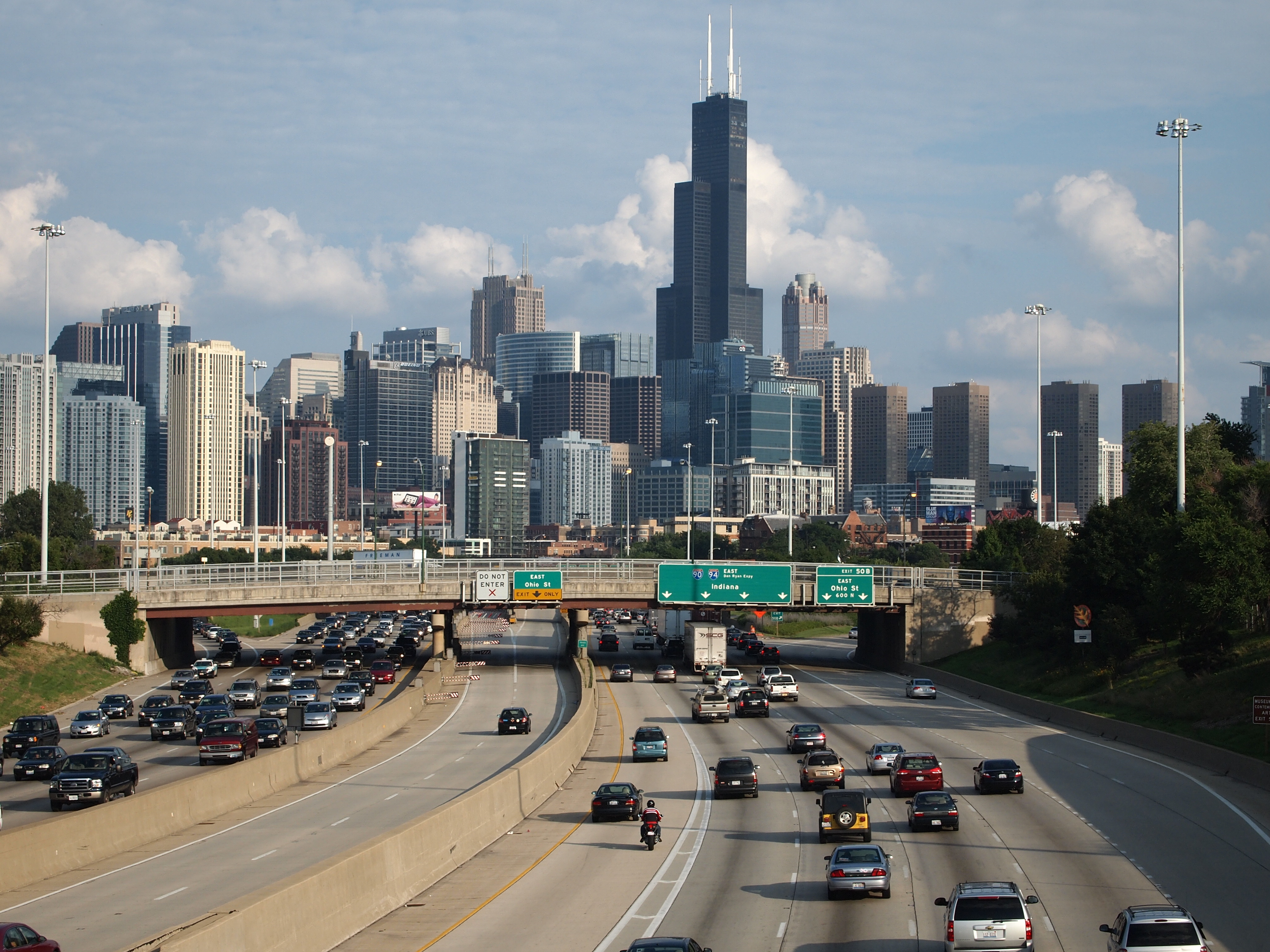
Kennedy Expressway, jedna z wielu autostrad Chicago

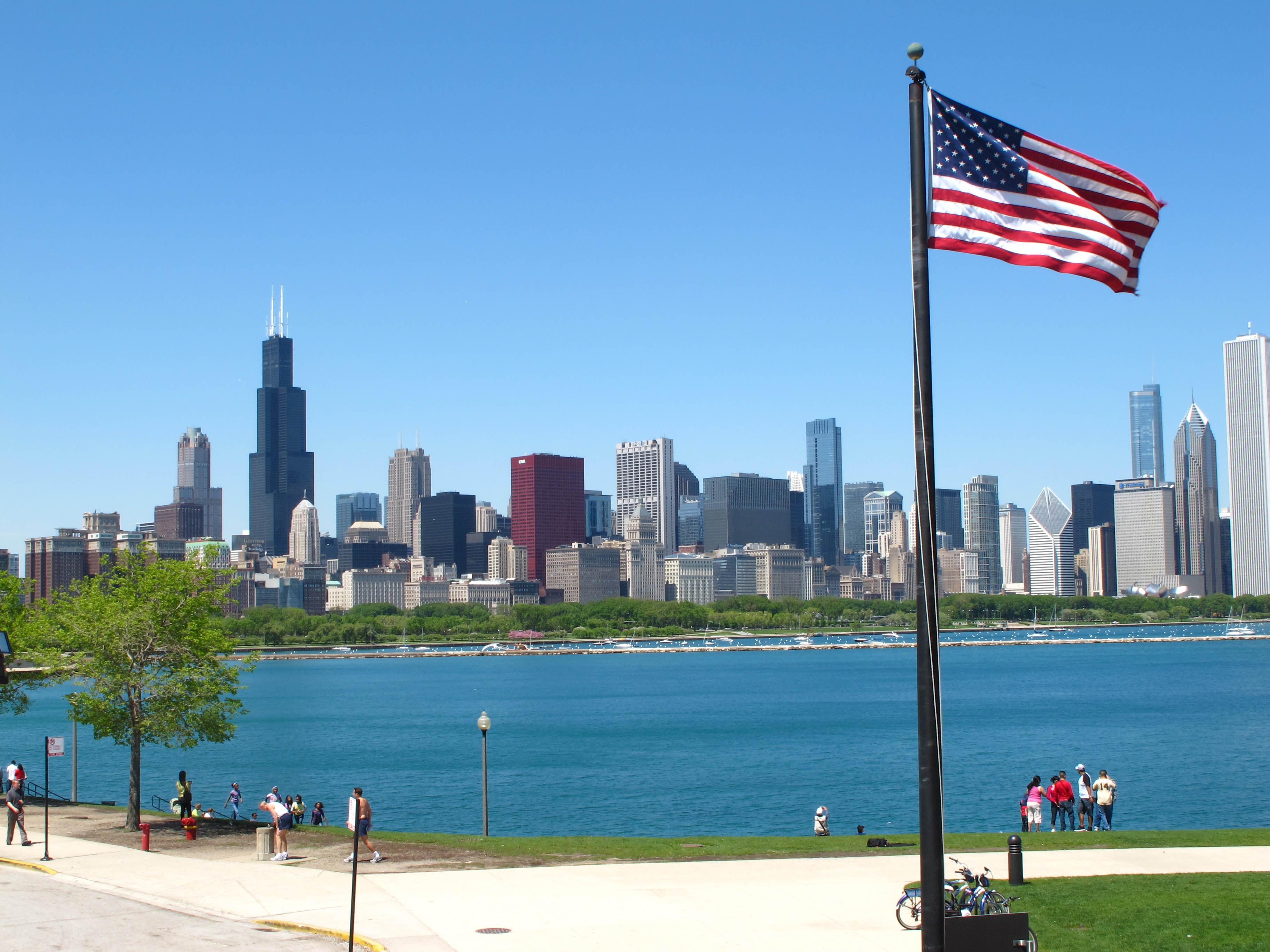

Hrabstwo Cook (ang. Cook County) – drugie pod względem liczby ludności hrabstwo w Stanach Zjednoczonych (po hrabstwie Los Angeles w Kalifornii). W jego granicach znajduje się miasto Chicago i liczne przedmieścia wchodzące w skład metropolii chicagowskiej. Hrabstwo skupia ponad 5 mln mieszkańców (40,5% populacji stanu Illinois). Siedzibą władz hrabstwa jest Chicago, które obejmuje 52% całkowitej populacji hrabstwa. W latach 2010–2020 populacja hrabstwa wzrosła o zaledwie 1,56%, by w latach 2020–2023 skurczyć się o 3,57%. 
Hrabstwo Cook posiada więcej niż jakiekolwiek inne hrabstwo stanu członków Partii Demokratycznej i jest jednym z czołowych demokratycznych hrabstw w Stanach Zjednoczonych. W ciągu ostatnich 40 lat mieszkańcy hr. Cook tylko raz w wyborach prezydenckich zagłosowali na kandydata republikanów (1972 53,4% głosów na Richarda Nixona).
Od 6 grudnia 2010 przewodniczącą Rady hrabstwa jest Toni Preckwinkle, która zastąpiła na tym stanowisku Todda Strogera.
7,3% mieszkańców stanowi Polonia (w 2010 roku było to 9,4%), co w liczbach bezwzględnych przekłada się na 383 tys. osób.

## Gospodarka
Średni dochód gospodarstwa domowego (dane z 2022) w hrabstwie wynosi 78 304 dolarów, zaś dochód na mieszkańca 45 646 dolarów. 13,7% mieszkańców żyje poniżej relatywnej granicy ubóstwa.
Największymi branżami pod względem zatrudnienia w hrabstwie Cook (dane z 2022), są: opieka zdrowotna i pomoc społeczna (359 tys. osób), usługi profesjonalne, naukowe i techniczne (286,9 tys.), usługi edukacyjne (247,9 tys.), produkcja (242,7 tys.) i handel detaliczny (240,2 tys.).

## Sąsiednie hrabstwa
- Hrabstwo McHenry – północny zachód
- Hrabstwo Lake – północ
- Hrabstwo Berrien, Michigan – wschód (granica wodna na jeziorze Michigan )
- Hrabstwo Porter, Indiana – południowy wschód (granica wodna na jeziorze Michigan)
- Hrabstwo Lake, Indiana – południowy wschód
- Hrabstwo Will – południe
- Hrabstwo DuPage – zachód
- Hrabstwo Kane – zachód

## Ważniejsze miejscowości
| - Arlington Heights - Bartlett - Berwyn - Blue Island - Burbank - Calumet City - Chicago Heights - Country Club Hills - Countryside - Cicero - Des Plaines | - Elgin - Elk Grove Village - Elmwood Park - Evanston - Glenview - Harvey - Hickory Hills - Hoffman Estates - Hometown - Lansing - Markham | - Maywood - Melrose Park - Mount Prospect - Niles - Northbrook - Northlake - Oak Forest - Oak Lawn - Oak Park - Orland Park - Palatine | - Palos Heights - Palos Hills - Park Ridge - Prospect Heights - Rolling Meadows - Schaumburg - Skokie - Streamwood - Tinley Park - Wheeling - Wilmette |

## Demografia
Według danych pięcioletnich z 2022 roku, 49,4% mieszkańców hrabstwa stanowiła ludność biała (41,1% nie licząc Latynosów), 22,8% to czarnoskórzy Amerykanie lub Afroamerykanie, 9% było rasy mieszanej, 7,7% to Azjaci, 0,6% to rdzenna ludność Ameryki i 0,05% pochodziło z wysp Pacyfiku. Latynosi stanowią 25,9% populacji hrabstwa. 21% mieszkańców urodziło się poza granicami Stanów Zjednoczonych.
Poza osobami pochodzenia afroamerykańskiego, do największych grup należą osoby pochodzenia meksykańskiego (19,8%), niemieckiego (9,1%), irlandzkiego (8,4%), polskiego (7,3%), włoskiego (4,9%) i angielskiego (3,4%). Mniejsze grupy obejmowały osoby pochodzenia portorykańskiego (139,9 tys.), hinduskiego (123,5 tys.), „amerykańskiego” (115,3 tys.), chińskiego (84,2 tys.), europejskiego (nieokreślonego) (75,8 tys.), filipińskiego (74,6 tys.), afrykańskiego (70,3 tys.), arabskiego (65,2 tys.), szwedzkiego (60,1 tys.), francuskiego (57,8 tys.), rosyjskiego (55 tys.) i szkockiego lub szkocko–irlandzkiego (51,5 tys.).

## Religia
Według danych z 2020 hrabstwo zamieszkiwało 311,2 tys. muzułmanów (stanowili oni 5,9% populacji). Obok tradycyjnych kościołów (katolickich i protestanckich) istnieją znaczące społeczności „czarnych kościołów” (5,4%), żydowskie (1%), świadków Jehowy (0,93%) i Chabad Lubawicz.